# زياد بن هوبر

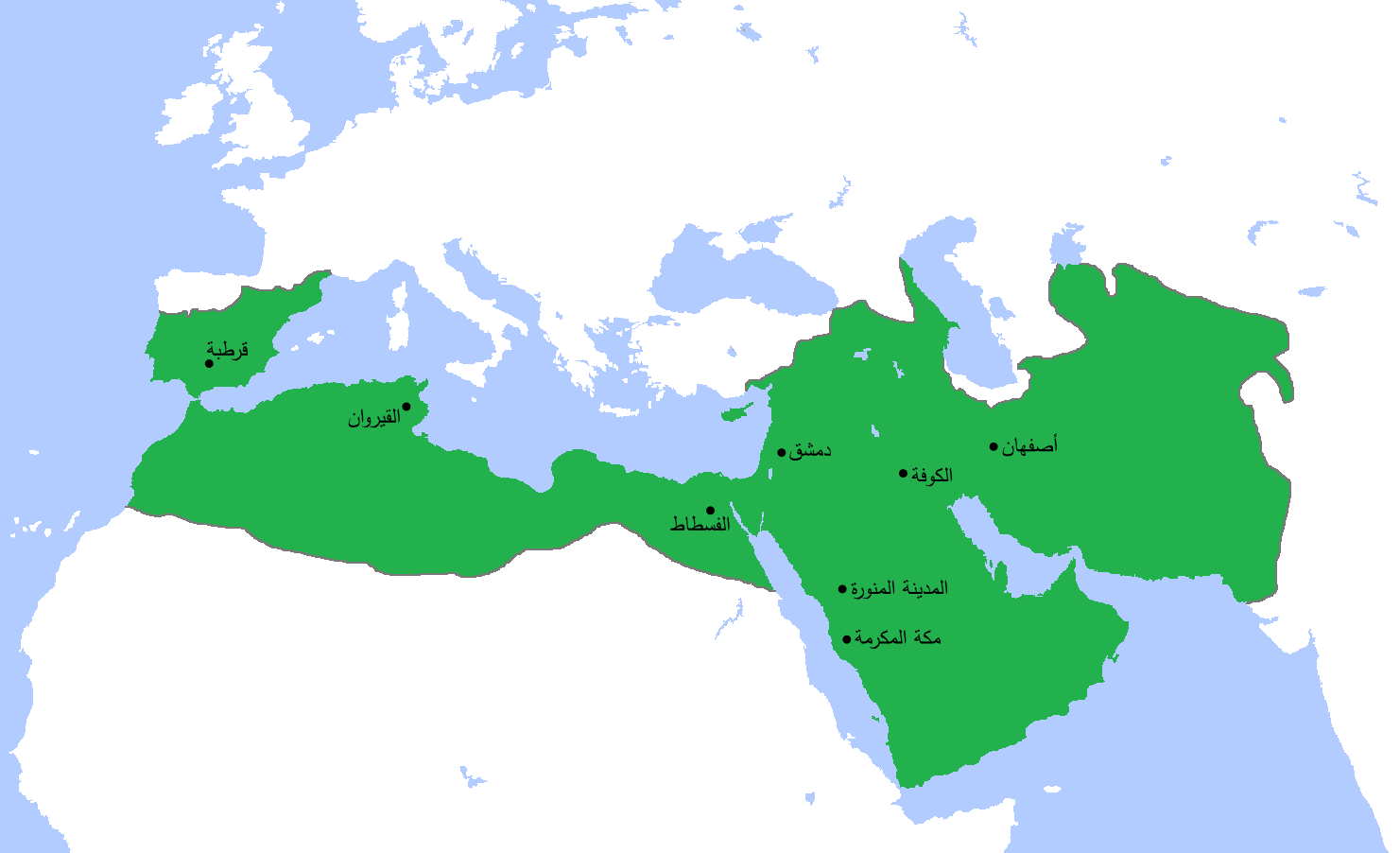
خريطة الدولة الأموية

زياد بن هوبر ويقال يزيد بن هوبر التغلبي قائد تغلب بعد مقتل قائدها شعيث بن قيس التغلبي وكان زياد هذا شجاع محب للعلم قائد من قواد الدولة الأموية .

## نسبه
زياد أو يزيد بن هوبر بن قيس بن مالك بن عمرو بن زهرة بن زهير الزهيري التغلبي .

## نبذه
عرفت له الغارات ضد بني سليم وقائدها عمير بن الحباب.
كما عرف له التعاون مع قضاعة وكلب وجذام من اليمنية ضد المضرية وقد عرفت له مناورات شعرية معا الأخطل و الفرزدق
. وكان زياد قد تولى قيادة قبيلته بعد مقتل شعيث في حرب مع غطفان وثقيف وسليم وهوازن وبعض قبائل قيس عيلان.

## مقتله
وقد قتل ابن هوبر يوم الحشاك. و هذا اليوم على ما يبدو كان عام 75 للهجرة في مكان قريب من عند قرقيسيا.